# Bloed (film)

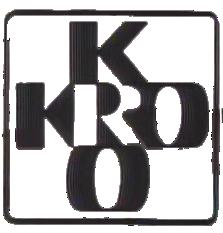

Bloed is de verfilming van het gelijknamige boek van Roel van Duijn uit 1974 door regisseur Gijs Stappershoef. Het scenario is van Gerben Hellinga. De film is 25 januari 1974 uitgezonden op de Nederlandse televisie door de KRO.
De film is gemaakt door onder andere Dirk Nolson, Ad Langebent, Ton van Duinhoven, Babes Plomp, Henk van Hoorn, Nico Jansen, Dick Leurdijk, Puck Steinvoorte, Cor Jaring en Bert Blanken.
De film is een gefingeerd actualiteitenprogramma waarin op humoristische wijze wordt geprotesteerd tegen kernenergie in het algemeen en de bouw van de snelle kweekreactor in Kalkar in het bijzonder.